# Dianella callicarpa
Dianella callicarpa är en grästrädsväxtart som beskrevs av Geoffrey William Carr och P.F.Horsfall. Dianella callicarpa ingår i släktet Dianella och familjen grästrädsväxter.
Artens utbredningsområde är Victoria. Inga underarter finns listade i Catalogue of Life.